# Cricklade
Cricklade è una cittadina di 4 132 abitanti della contea del Wiltshire, in Inghilterra.

## Amministrazione

### Gemellaggi
- Sucé-sur-Erdre, Francia